# Derectaotus leucopygus
Derectaotus leucopygus är en insektsart som först beskrevs av Lucien Chopard 1934.  Derectaotus leucopygus ingår i släktet Derectaotus och familjen Mogoplistidae. Inga underarter finns listade i Catalogue of Life.